# Альбрехт II (герцог Саксонии)
Альбрехт II (нем. Albrecht II. von Sachsen, Engern und Westfalen; 1230 — 25 августа 1298, Акен, Саксония-Анхальт) — герцог Саксонии с 1260 года, граф Брены с 1290 года и Гоммерна с 1295 года. Сын Альбрехта I и его третьей жены Елены Брауншвейгской. Основатель Саксен-Виттенбергской линии Асканиев.

## Жизнь
После смерти отца Альбрехт II и его брат Иоганн I правили герцогством совместно, сначала — под опекой матери. В 1269, 1272 и 1282 году они поэтапно поделили свои владения.
На императорских выборах 1273 года братья поддержали кандидатуру Рудольфа I, и вскоре Альбрехт II женился на его дочери Агнессе Габсбург.
С 1282 года, после отречения Иоганна I, Альбрехт II правил герцогством совместно с малолетними племянниками, Иоганном II, Эрихом I и Альбрехтом III, у которых был опекуном.
В 1288 году Альбрехт обратился к Рудольфу Габсбургскому с просьбой закрепить за его родом права электоров (выборщиков короля), что вызвало продолжительный спор с Веттинами.
В 1290 году ему было передано графство Брена (императором Рудольфом II), и в 1295 году — графство Гоммерн.
В 1292 году Альбрехт от своего имени и от имени племянников голосовал за избрание королём Адольфа Нассауского.
В 1296 году произошло окончательное разделение герцогства Саксония на Саксен-Лауэнбург и Саксен-Виттенберг.

## Жена и дети
В 1273 году Альбрехт женился на Агнессе Габсбургской. Дети:
- Рудольф I (ок. 1284 — 12 марта 1356), герцог Саксен-Виттенбергский
- Оттон (ум. 1349)
- Альбрехт II фон Саксен-Виттенберг (ум. 19 мая 1342) — епископ Пассау
- Венцеслав Саксонский (ум. 17 марта 1327) — каноник в Хальберштадте
- Елизавета (ум. 3 марта 1341), с 1317 жена Обиццо III д’Эсте
- Анна (ум. 22 ноября 1327), Мужья: 1308 — маркграф Фридрих Хромой Мейсенский (1293—1315); 1315 — герцог Генрих II Мекленбургский (1267—1329).